# 公共政策
公共政策（こうきょうせいさく、英語: public policy）とは、民間部門だけでは処理・解決・準備できない国民全体に影響のある「公共」的な課題・問題に対処して、国際機関、政府や地方公共団体、つまりは国及び地方自治体などの公的政策部門が主導をとって、国民の社会・文化・生活の全てにおいて有益性・安全性・平等性・公共の福祉などを、改善または増進させる目的で立案される施策及びその政治的計画方針をいう。

## 公共政策の具体的な分野
公共政策とは、政府または公共部門が行う公共的な政策全般を指す総称である。
一般的に公共的な政策分野としては、以下のようなものがある。
- 憲法政策：国家の憲法秩序を前提として、その理念を実現するための政策をいう。
- 外交政策：国家の外交方針及び戦略を策定し、国益の増進を図る政策
- 安全保障政策：国家の独立と平和を維持する上で、主に軍事的な脅威などから国家の防衛を図る政策
- 経済政策：国家の経済を健全化及び安定化を図るために取られる政策。一般的に、財政政策、金融政策、産業政策、競争政策などもこのうちに含まれる。
- 社会政策：国民の生活サービスや労働環境、福利厚生の向上・増進、その他の社会問題の解決を図る政策。一般的に労働、雇用、福祉も含まれる。
- 文化政策：国内の文化保護や発展向上を期す政策。科学技術もこのうちに含まれる。
- 教育政策：国民に対する教育の増進を図る政策。
- 医療政策：国民に対する医療の向上を図り、国民の健康増進を図る政策。
- 環境政策：国内及び国際的な自然環境の保護や天然資源の有効活用を図ることで、環境破壊や資源の減少を最小限に食い止める政策。
- 農業政策：国内の農業を振興し、農業品目の国内生産を増進する政策。
- 水産政策：国内の水産業を保護・支援または水産資源の安定的な収穫を期して統制する政策。
- 食料政策：国内の食糧生産と外国食品の輸入により、食糧難を避け、安定的な食糧供給を図る政策。
- エネルギー政策：国内の電力・ガスなど国民生活に必需なエネルギーの確保を図る政策。
- 地域情報化政策：情報化を地域振興に活用する政策。
- 国際公共政策、グローバル公共政策：国際機関や国際レジーム等における、複数国家を対象としたり地球大のアジェンダに関する公共政策[1]。

## 公共政策の形成過程
公共政策を遂行する過程には、いくつかの過程にわけられる。まず、具体的に解決すべき公共的問題を政策課題として設定する課題設定（アジェンダセッティング）が行われ、その課題解決に向けた施策及び計画を起案する政策立案、立案した機関内における各関係部局の合意形成をしながら、政策案を練り上げる政策形成、形成した政策の執行を決定する政策決定、決定された政策を執行する政策実施、そして実施した政策の効果を測定し、次回の政策立案に活かす政策評価の各段階に分けることが出来る。こうした公共政策の一連の過程を主に政策過程、政策形成過程ともいう。